# Maria Montessori
Maria Montessori (Chiaravalle (Ancona), Italija, 31. kolovoza 1870. - Noordwijk, Nizozemska, 6. svibnja 1952.) je talijanska pedagoginja, liječnica i uvjerena katolkinja, tvorac pedagoške metode Montessori. 

## Život i rad (kronološki)
- 1892. upisala studij medicine na Sveučilištu u Rimu, a 1896. godine je postala prva žena liječnica u Italiji.  1897. godine je sudjelovala na nacionalnoj konferenciji za djecu s posebnim potrebama u Torinu.
- 1899. postavljena je za docenticu Škole za učiteljice. 1900. godine upisuje na Sveučilištu u Rimu pedagogiju, antropologiju i psihologiju, a 1904. godine postaje docent na istom sveučilištu.
- 1907. godine otvara Dječju kuću (Casa dei Bambini) u San Lorenzu, u kojoj razvija metodiku rada s djecom s metalnom retardacijom. 1909. godine u Citta di Castello organizira prvi tečaj na kojem se uči o njenoj metodi za učitelje.
- 1913. godine organizira prvi međunarodni tečaj za učitelje u Rimu te otvara prvu Montessori školu u Španjolskoj. 1929. godine u Berlinu je osnovana Association Montessori Internacionale (AMI), čije se središte 1935. godine seli u Amsterdam gdje je i danas.
- 1934. godine po Mussolinijevom nalogu zatvorene sve škole u Italiji, a Maria Montessori zajednom sa sinom Marijem Motessori 1939. godine odlazi u Indiju.
- 3 puta je predlagana za Nobelovu nagradu za mir.

## Montessori pedagogija
Glavni doprinosi novoj pedagogiji, od strane Marie Montessori su:
- poučavanje djece u trogodišnjim skupinama koje odgovaraju različitim razvojnim fazama (primjer: rođenje - 3., 3. – 6., 6. – 9., 9. – 12. i 12. – 15. godina)
- djeca su kompetentne osobe, koje su u stanju donositi vlastite odluke
- promatranje djeteta u okruženju je osnova za stalni razvoj kurikuluma, te uvođenje zadaća i vježbi za razvoj vještina i stjecanje znanja
- namještaj i cjelokupan prostor veličinom prilagođen djeci, a u kojem svako dijete ima mogućnost kreiranja svog svijeta
- suradnja s roditeljima prilikom utvrđivanja zdravstvenog stanja, te higijenskih navika djeteta
- prepoznavanje razvojnih faza koje daju osnovu za poticajan rad u razredu (uključujući razvoj govora i jezika, razvoj osjetila, te razvoj različitih stupnjeva socijalnih odnosa)
- važnost razvoja "upijajućeg uma", koji se temelji na stjecanju kompetencije u djetetovom okruženju, i usavršavanju vještina koje su karakteristične za određeni razvojni period
- "auto-didaktički" materijali koji se jednim dijelom temelje na radovima Jean Marc Gaspard Itarda i Edouard Seguina

## Vanjske poveznice
- International Montessori Index   Međunarodni Montessori Index škola, dječjih vrtića, nastavnika, materijala, metoda, stručnog usavršavanja nastavnika
- Association Montessori Internationale   Međunarodna Montessori Udruga
- Osnovna Montessori škola "Barunice Dédée Vranyczany"  Arhivirana inačica izvorne stranice od 1. rujna 2011. (Wayback Machine)